# أورهانلي
أورهانلي هي إحدى مقاطعات محافظة بورصة، تركيا.